# La Chavatte

La Chavatte este o comună în departamentul Somme, Franța. În 1 ianuarie 2022 avea o populație de 64 de locuitori.